# Сірадж-уд-Даула
Сірадж уд-Даула (1733 — 2 липня 1757) — наваб Бенгалії, Біхару й Орісси у 1756—1757 роках.

## Життєпис
Був онуком і спадкоємцем Аліварді-хана.Народився Сірадж уд-Даула, того ж року Аліверді-хан був призначений губернатором. Сірадж вважався щасливою дитиною, виховувався та навчався під наглядом свого діда, який мав намір виховати його як наслідного принца. Разом з дідом брав участь у війнах з маратхами й афганцями. Мав неврівноважений характер. За свідченнями сучасників, був схильним до жорстокості та мстивості. 1754 року, ще до вступу на престол, запідозривши еміра Хусейна Кулі-хана у причетності до змов, наказав убити його разом із племінником, Хусейном уд-Діном, на вулиці у Дацці. Був також гонителем послідовників індуїзму.
У 24-річному віці зайняв престол Бенгалії, розправившись із родичами, які чинили йому опір. Остерігаючись посилення у Бенгалії впливу англійців, які на той час уже вступили на півдні країни у боротьбу за завоювання Індії, наваб здійснив напад на Форт-Вільям у Калькутті, головне англійське поселення у Бенгалії, та захопив його 19 червня 1756 року. Тієї ж ночі у «чорній ямі» було закатовано багатьох полонених англійців, у тому числі й поранених.
Англійський воєначальник Роберт Клайв і адмірал Чарльз Вотсон, відряджені з Мадраса, відбили Калькутту у індійців. Здійснений невдовзі навабом новий похід на те місто завершився невдачею. 23 червня 1757 року Сірадж уд-Даула зазнав нищівної поразки від англійців під командуванням Клайва у битві під Плессі. Тоді наваб намагався утекти, але був схоплений та вбитий.